# Zentrale Konzerthalle Kasachstan

Die Konzerthalle in Nursultan

Die Zentrale Konzerthalle Kasachstan (englisch Astana State Auditorium; russisch Центральный концертный зал «Казахстан»; kasachisch «Қазақстан» Орталық концерт залы) befindet sich neben dem Ak-Orda-Palast in Astana, der Hauptstadt von Kasachstan. Sie wurde vom Präsidenten Kasachstans, Nursultan Nasarbajew, am 15. Dezember 2009, dem Tag der Unabhängigkeit Kasachstans, eingeweiht.
Die Form des Gebäudes erinnert an die Dynamik der Blütenblätter einer Blume als Metapher für die Dynamik der Musik selbst. Die äußere Struktur des Gebäudes besteht aus einer Reihe von in Kurven abfallenden Wänden aus Beton mit Glasscheiben, die auf der Rückseite blau lackiert sind. Innen schützen diese Strukturen die Funktionen des Gebäudes vor den extremen Wetterbedingungen Nursultans.
In dem Gebäude auf einer Fläche von insgesamt 55.000 m² befinden sich drei Konzertsäle mit 3.500, 400 und 200 Sitzplätzen, Restaurants, Geschäfte, Bars und eine 30 Meter hohe Halle, die sich über 3.000 m² erstreckt. Eines der wichtigsten Konzepte des Projekts, das vom italienischen Architekten Manfredi Nicoletti entworfen ist, besteht darin, einen öffentlichen Innenhof zu schaffen, um die Bürger von Nursultan im ganzen Jahr willkommen zu heißen – auch ohne stattfindende Konzerte oder öffentliche Veranstaltungen.
Der Hauptkonzertsaal hat 3.500 Sitzplätze und ist einer der weltweit größten seiner Art. Dieser Saal bietet, wegen seiner akustischen Flexibilität, Platz für eine Vielzahl unterschiedlicher Veranstaltungen: Konzerte von klassischer Musik, Rock und Pop, Ballett, Kino und Konferenzen.
Die akustische Flexibilität entsteht durch ein System von akustischen Vorhängen und von der speziellen Form der Decke, die „schwarzes Loch“ genannt wird. Dieses „schwarze Loch“ absorbiert den größten Teil der akustischen Reflexionen des Raumes.
Auch die kleineren Konzertsäle wurden entworfen, um flexibel zu sein, denn sie können sowohl Kammermusik als auch Kino und Konferenzen unterbringen.